# Rivière Mouchalagane
Der Rivière Mouchalagane ist ein 139 km langer Fluss in der Verwaltungsregion Côte-Nord der kanadischen Provinz Québec. 

## Flusslauf
Der Rivière Mouchalagane hat seinen Ursprung im Lac du Sommet am 53. Breitengrad nördlicher Länge. Von dort fließt er in südlicher Richtung, durchfließt dabei den Lac Itomamis und mündet in den nordwestlichen Teil des Réservoir Manicouagan, welcher den Namen Lac Mouchalagane trägt. Das Einzugsgebiet umfasst 3263 km², der mittlere Abfluss 71 m³/s. Von der Quelle des Flusses bis zur Mündung des Rivière Manicouagan in den Sankt-Lorenz-Strom beträgt die Fließlänge 560 km.